# Globetrotter Group
Die Globetrotter Group AG mit Sitz in Bern ist ein Schweizer Reiseunternehmen, dessen Kern die Globetrotter Travel Service bildet, ein auf Baukasten- und Individualreisen spezialisiertes Reisebüro. Das Angebot umfasst nebst günstigen Flügen zu jedem Ziel auch Mietautos und -camper, Flug-, Bahn- und Buspässe, Hotelarrangements und Sprachreisen.

## Geschichte
Das Unternehmen wurde 1976 durch den Journalisten und Weltreisenden Walter Kamm in Zürich gegründet. Dieser bereiste in den 1960er und 1970er Jahren dutzende Länder rund um die Welt auf eigene Faust. Seine Reiseerfahrungen veranlassten ihn, 1974 den Globetrotter Club zu gründen und so Informationen und Tipps weiterzugeben. Seine Aktivitäten umfassten anfänglich persönliche Beratungen, den Versand von Informationsbulletins an Mitglieder sowie den Verkauf von Tipps-Broschüren und Globetrotter-Reisehandbücher.
1976 erfolgte die Erweiterung der Dienstleistungen um die Globetrotter Travel Service. Kamms Erfahrungen ermöglichten ihm, Linienflug-Tickets zu weltweiten Flugzielen billigst einzukaufen und diese deutlich unter den offiziellen Tarifen zu verkaufen, womit sich Globetrotter zusätzlich zu seinen Reiseberatungen einen eigenen Markt im Flugbereich schuf. 1982 eröffnete das Unternehmen je eine Filiale in Bern und in Basel. Mit dem stetigen Wachstum des Kundenkreises und der angebotenen Dienstleistungen folgten später weitere Standorte in der Deutschschweiz. Anfang der 1990er Jahre wurde die Geschäftsleitung mit Andreas Keller und André Lüthi erweitert. Unter der operativen Leitung von André Lüthi wurde die Angebotspalette von Globetrotter Travel Service kontinuierlich ausgebaut. 2009 gründete Kamm zusammen mit Lüthi die Globetrotter Group. Globetrotter gehörte 2011 zu den Preisträgern des SVC Unternehmerpreis Espace Mittelland.
2019 wurde der Touroperator globo-study mit Linguista Sprachaufenthalte fusioniert.
Die Globetrotter Group war von 2013 bis 2020 Teil der Diethelm Keller Group, zu deren Geschäftsbereich Travel auch STA Travel gehört.

## Umsatzentwicklung
Im Jahr 2004 hat Globetrotter erstmals die Grenze von 100 Millionen Schweizer Franken Umsatz erreicht. Im Jahr 2010 lag der Umsatz der Globetrotter Group bei 229 Millionen Franken. 2013 stieg der Umsatz um rund sechs Prozent auf 255 Millionen Franken. 2015 sank der Umsatz um vier Prozent auf 240 Millionen. 2020 brach der Umsatz infolge der COVID-19-Pandemie um 78 Prozent ein, von 243 Millionen Franken auf 53 Millionen. 2021 lag der Umsatz bei 68 Millionen und 2022 bereits wieder bei 178 Millionen Franken, 2023 bei 204 und 2024 bei 202 Millionen Franken.

## Unternehmensstruktur
Zur Globetrotter Group AG gehören neben Globetrotter Travel Service AG, Spezialist für massgeschneiderte Baukastenreisen mit substantiellen Beteiligungen oder Mehrheiten an Nayak Reisen Basel:
- Die Spezialisten AG mit Sitz in Bern (Background Tours, Ayurveda & Yoga Travel, Nature Tours und Ship`N`Train Travel), ehemals Globetrotter Tours AG (Background Tours, Globotrain, Globotrek und Globoship)
- Media Touristik AG, mit Sitz in Zürich (Linguista, MTT, Touriqum)
- Nayak Reisen AG, mit Sitz in Basel
- Art of Travel AG, mit Sitz in Thalwil
- Music Cruise AG, mit Sitz in Bern
- Globetrotter Club AG, mit Sitz in Bern (Reisemagazin)
- Bike Adventure Tours AG, mit Sitz in Affoltern am Albis (Veranstalter von Rad- und Mountainbikereisen)
- Brasa Reisen AG, mit Sitz in Zürich (Südamerika-Spezialist)

Zudem ist Globetrotter der zweitgrösste Aktionär der Transa Backpacking AG. Seit 2022 besteht eine Mehrheitsbeteiligung an der Dive & Travel GmbH aus Wünnewil-Flamatt. Im gleichen Jahr wurde die Natural Reisen Biel AG aus Biel übernommen, inkl. der dazugehörigen Zweigniederlassung in Murten.